# Алфатар (полуостров)
 Тази статия е за полуострова.  За града вижте Алфатар.  
Алфатар (62°22′15″ ю. ш. 59°39′38″ з. д. / 62.370833° ю. ш. 59.660556° з. д.) е полуостров в северозападния край на остров Робърт, Антарктика. Получава това име в чест на град Алфатар през 2008 г.

## Описание
Полуостров Албена е с дължина 4 km по направление североизток-югозапад и ширина 2.8 km. Разположен е между проток Инглиш и заливите Мичъл, Карлота и Клотиър Харбър. На запад се свързва с полуостров Копърмайн. Югозападната част на полуострова е свободна от лед. Района около Алфатар е посещаван от ловци на тюлени през 19 век.

## Картографиране
Направени са британска топографска карта на полуострова от 1968 г., чилийска от 1971 г., аржентинска от 1980 г. и българска от 2009 г.